# 啞吧與新娘
《啞吧與新娘》（英語：The Silent Love）是1971年邵氏公司出品的一部香港劇情片，由岳楓執導，凌波、金峰、張佩山及凌玲主演，電影以1930年代中國農村生活為背景，述說了家庭婚姻中的人性衝突。金峰憑本片榮獲第9屆金馬獎優秀演技特別獎。

## 劇情
1930年代，被家人遺棄的啞吧（金峰 飾）幸得賴家老爺撫養成人，在賴家當男傭與少爺賴金火（張佩山 飾）一起長大，自少便被金火欺侮。成長過後，金火成為了一個懶散而被寵壞的男孩，而啞吧則勤敏馴良。後來，性情暴戾的金火娶得端莊賢淑的柯秀枝（凌波 飾）為妻，他沒有成為一個好丈夫，更與已婚女工阿滿（凌玲 飾）有染。阿滿丈夫好賭，迫阿滿找上僱主金火借錢，啞吧撞見了金火與阿滿幽會而告知了阿滿的丈夫，男人得悉後痛毆金火。警察介入後，啞吧為了報答賴家老爺養育之恩，不敢指證姦情，男人被當成醉酒打人遭到逮捕。此事後，阿滿被老爺辭退，使金火對啞吧非常生氣；而秀枝則十分感激啞吧幫丈夫隱瞞姦情。即便如此，賴家少爺與女工偷情一事仍在村內傳得滿城風雨，使得金火拿妻與啞吧出氣。早上，得不到幸福的秀枝尋死，得啞吧救回。一天，被趕出家門的啞吧從村民口中得知賴家遭人縱火，抱病的啞吧奮不顧身奔向賴家救人......

## 角色
| 演員   | 角色   | 備註       |
| 凌波   | 柯秀枝 | 美麗新娘   |
| 金峰   | 啞吧   |            |
| 張佩山 | 賴金火 | 賴家獨生子 |
| 凌玲   | 阿滿   | 已婚女工   |
| 房勉   |        |            |
| 原森   |        |            |
| 劉棻   |        |            |
| 矮仔財 |        |            |
| 林偉琤 |        |            |
| 陳燕秋 |        |            |
| 沈勞   |        |            |
| 王清河 |        |            |
| 董力   |        |            |
| 王清河 |        |            |
| 藍偉烈 |        |            |
| 周小來 |        |            |

## 獎項
| 年份 | 頒獎典禮    | 獎項           | 名字 | 結果 |
| ---- | ----------- | -------------- | ---- | ---- |
| 1996 | 第9届金馬獎 | 優秀演技特別獎 | 金峰 | 獲獎 |

## 外部連結
- 香港影庫上《啞吧與新娘》的資料（繁體中文）
- 时光网上《啞吧與新娘》的資料（简体中文）
- 豆瓣电影上《啞吧與新娘》的資料 （简体中文）
- 互联网电影数据库（IMDb）上《啞吧與新娘》的资料（英文）